# Ивичеста пъструшка
Ивичеста пъструшка (Aenigmatolimnas marginalis) е вид птица от семейство Rallidae, единствен представител на род Aenigmatolimnas.

## Разпространение и местообитание
Разпространен е в Ангола, Ботсвана, Габон, Гана, Замбия, Зимбабве, Камерун, Кения, Република Конго, Кот д'Ивоар, Малави, Мозамбик, Намибия, Нигерия, Танзания, Уганда и Южна Африка.